# Bengaalse plompe lori
De bengaalse plompe lori (Nycticebus bengalensis) is een zoogdier uit de familie van de loriachtigen (Lorisidae). De wetenschappelijke naam van de soort werd voor het eerst geldig gepubliceerd door Bernard Germain de Lacépède in 1800.

## Voorkomen
De soort komt voor van Bangladesh tot Vietnam en zuidelijk Thailand.